# Progreso del estado
Progreso del estado (en inglés, Progress of the State) es el título de un grupo de figuras escultóricas que se encuentra sobre el pórtico sur, en la entrada principal del Capitolio del Estado de Minnesota en Saint Paul, la capital del estado de Minnesota (Estados Unidos).
El grupo de estatuas alegóricas que representa la civilización está en un arreglo conocido como cuadriga, que consiste en un carro tirado por cuatro caballos. Se incluyen tres figuras humanas, dos mujeres y un hombre. La escultura, realizada por Daniel Chester French y Edward Clark Potter, se basó en su estatua anterior de Columbus Quadriga, en la Exposición Colombina Mundial de 1893 en Chicago. Fue terminado y elevado al techo del capitolio en 1906. La armadura subyacente es de acero recubierto de cobre. La superficie exterior de cobre está dorada en Pan de oro de 23 quilates y requiere volver a dorar aproximadamente cada 20 años.

## Diseño
La disposición en cuadriga es un estilo de estatua que reproduce antiguos carros de cuatro caballos griegos y romanos. En la cuadriga de Minnesota, el auriga masculino sostiene en alto una variación de un estandarte de la Legión romana inscrito con el nombre del estado MINNESOTA.

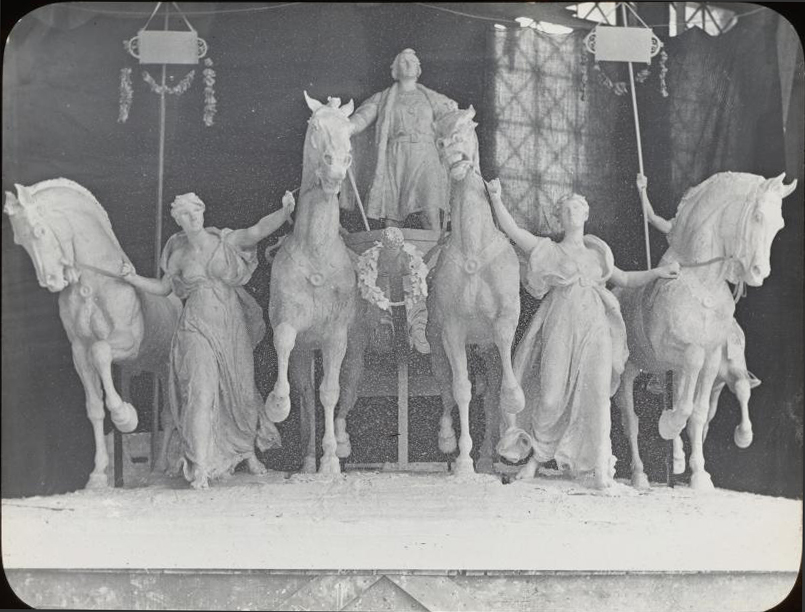
La Cuadriga de Colón en la Exposición Colombina Mundial de 1893 en Chicago

En su diseño para el Capitolio, el arquitecto Cass Gilbert omitió el clásico frontón triangular preferido en la arquitectura gubernamental neoclásica y de Beaux Arts de la época y, en su lugar, instaló un monumento cuadriga en la base de la cúpula. La cuadriga es inusual porque se asienta sobre el pórtico de un edificio, en lugar de sobre un arco triunfal como la mayoría de los demás. La inspiración para la cuadriga de Minnesota fue la cuadriga de Colón, una estatua que representa a Cristóbal Colón de pie en un carro de cuatro caballos guiado por dos doncellas que llevan bastones de la victoria que Daniel Chester French y Edward Clark Potter habían modelado para la Exposición Colombina Mundial de 1893 en Chicago. Potter era un especialista en esculturas ecuestres y de otros animales que se asoció con French para crear los cuatro caballos del monumento. Gilbert vio a este grupo de cuadriga e hizo planes para que los artistas lo adaptaran para Minnesota.
La Junta tenía dos opciones sobre cómo French podría representar al grupo. Según las estimaciones de French en 1896, podría fundirlo en bronce por 49 500 o hacerlo de cobre martillado por 36 000 dólares. La asignación estatal de 1903 asignó 35 000 dólares para que el grupo "se ejecute en cobre". French seguía esperando fundir la Cuadriga en bronce hasta la primavera de 1906, pero Gilbert comunicó la negativa de la Junta: "Por mucho que les gustaría usar bronce, no tienen el dinero disponible para este propósito, ya que su asignación ahora es todo se dedican a terminar varios artículos menores que se consideran esenciales". Luego, la estatuaria se ejecutó en cobre martillado que rodeaba un marco de soportes de acero.
Si bien la estatua fue generalmente bien recibida, grupos de veteranos, políticos y la Sociedad Histórica de Minnesota rechazaron el uso de figuras alegóricas en todo el Capitolio en lugar de representaciones de héroes y eventos históricos de Minnesota. Un crítico alentó a los habitantes de Minnesota a: "¡Toma un mazo y aplasta esos broncos romanos y ese carro! ¡Límpienlos y pongan una gran estatua heroica de Alexander Ramsey en su lugar!"

## Simbolismo
El monumento se concibió como una estatua alegórica en la que un Minnesota próspero avanza por medio del poder de la naturaleza (los caballos) y la civilización (las mujeres). Los cuatro caballos de la cuadriga de Minnesota representan los elementos clásicos de tierra, aire, fuego y agua. Independientemente, las mujeres representan la industria y la agricultura. Colectivamente, representan la civilización. Además de personificar el estado de Minnesota, el auriga que sostiene una cornucopia (cuerno de la abundancia), símbolo de abundancia y alimento, representa la prosperidad.

La carta de French sobre la adaptación de su cuadriga anterior de la Exposición Colombina Mundial a la cuadriga de Minnesota demuestra la naturalidad con la que se puede atribuir un significado alegórico a una estatua, y viceversa.
"Te alegrará saber que he comenzado un modelo para la figura central (en el carro) de la Quadriga. Las demás figuras ya están diseñadas, al igual que los caballos, pues vamos a seguir la Cuadriga que presidía el Arco Colombino de Chicago... La figura central, que representa a Colón, por supuesto, no sería apropiada para el Capitolio del Estado de Minnesota, por lo que es necesario un nuevo diseño para esta figura. Como las dos figuras que conducen a los caballos son figuras femeninas, creo que la figura en el carro debería ser una figura masculina”, escribió. "Creo que debería representar a 'Minnesota', si crees que una figura masculina puede personificar un estado".

## Restauraciones
Es necesario volver a dorar la escultura en pan de oro de 23 quilates aproximadamente cada 20 años. Cada año, el estado de las estatuas se revisa con conservadores que realizan reparaciones leves y retocan el pan de oro según sea necesario. El grupo escultórico se volvió a dorar en 1949 y nuevamente en 1979. En 1994, el grupo fue bajado del techo del capitolio para un procedimiento de restauración de un año. La cuadriga se reinstaló en 1995 y las figuras han tenido varias reaplicaciones menores in situ de pan de oro desde entonces. Durante una restauración integral del edificio del capitolio estatal, la figura del auriga se retiró y se bajó al suelo en 2014 para permitir las reparaciones de la corrosión de la superficie superior del carro y se reinstaló en 2015. El 7 de mayo de 2016, la Quadriga se retiró nuevamente del techo para permitir las reparaciones del techo debajo. Durante ese tiempo, la estatua se trasladó a un almacén cercano donde se volvió a dorar. El 12 de noviembre de 2016, la Quadriga se reinstaló en el techo del Capitolio del Estado de Minnesota.

Restauración
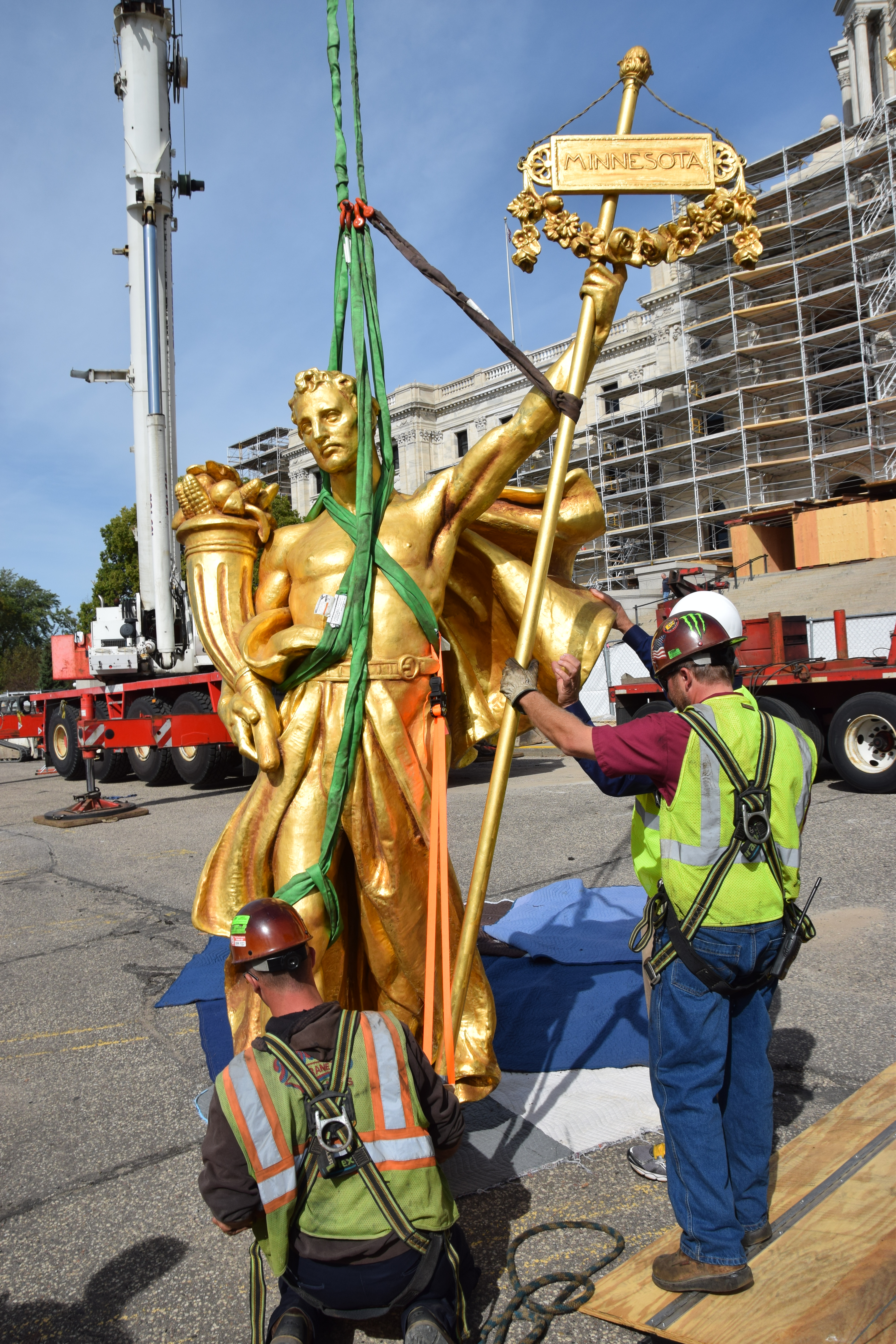
Retiro del auriga
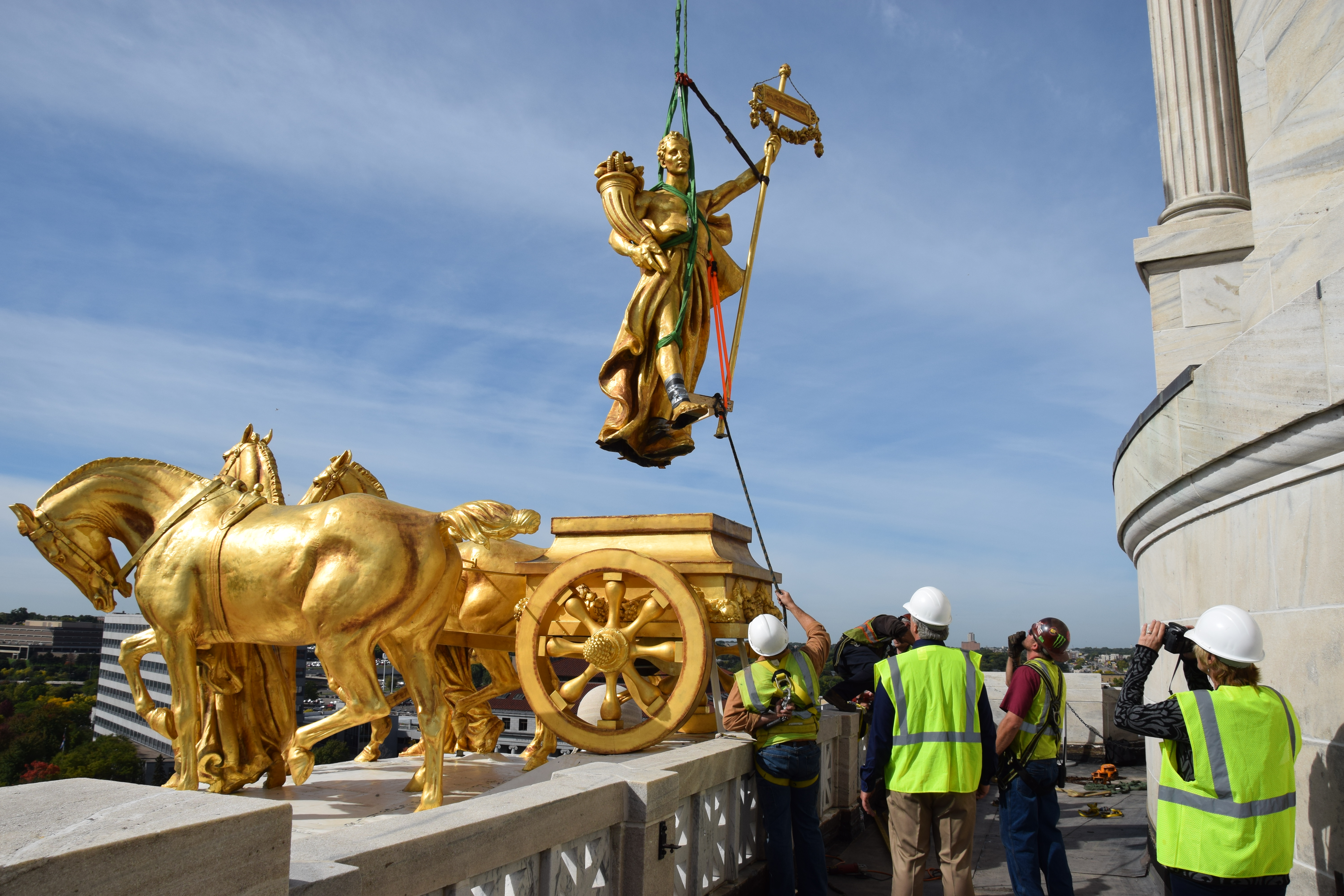
Retiro del auriga
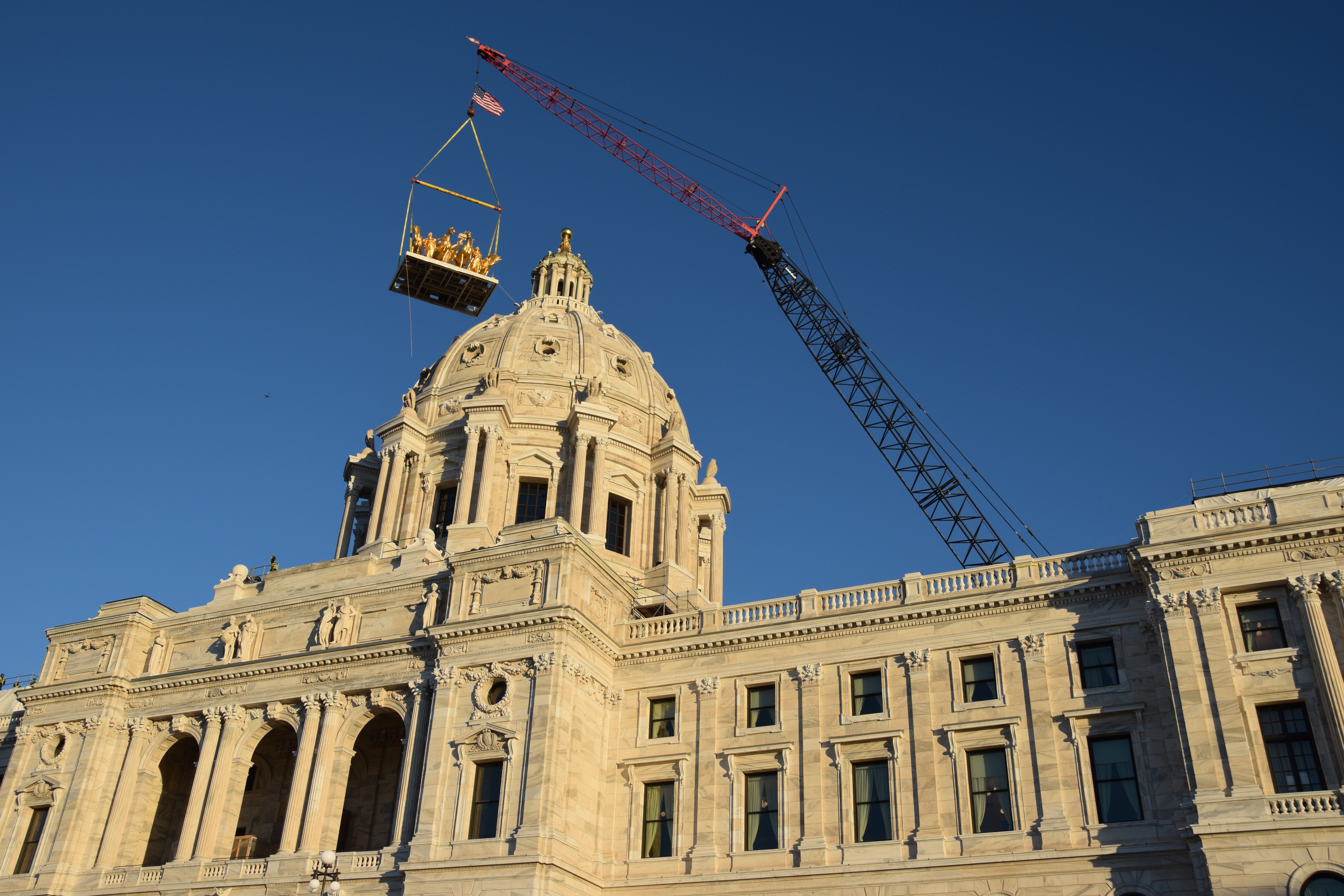
Estatua siendo reinstalada
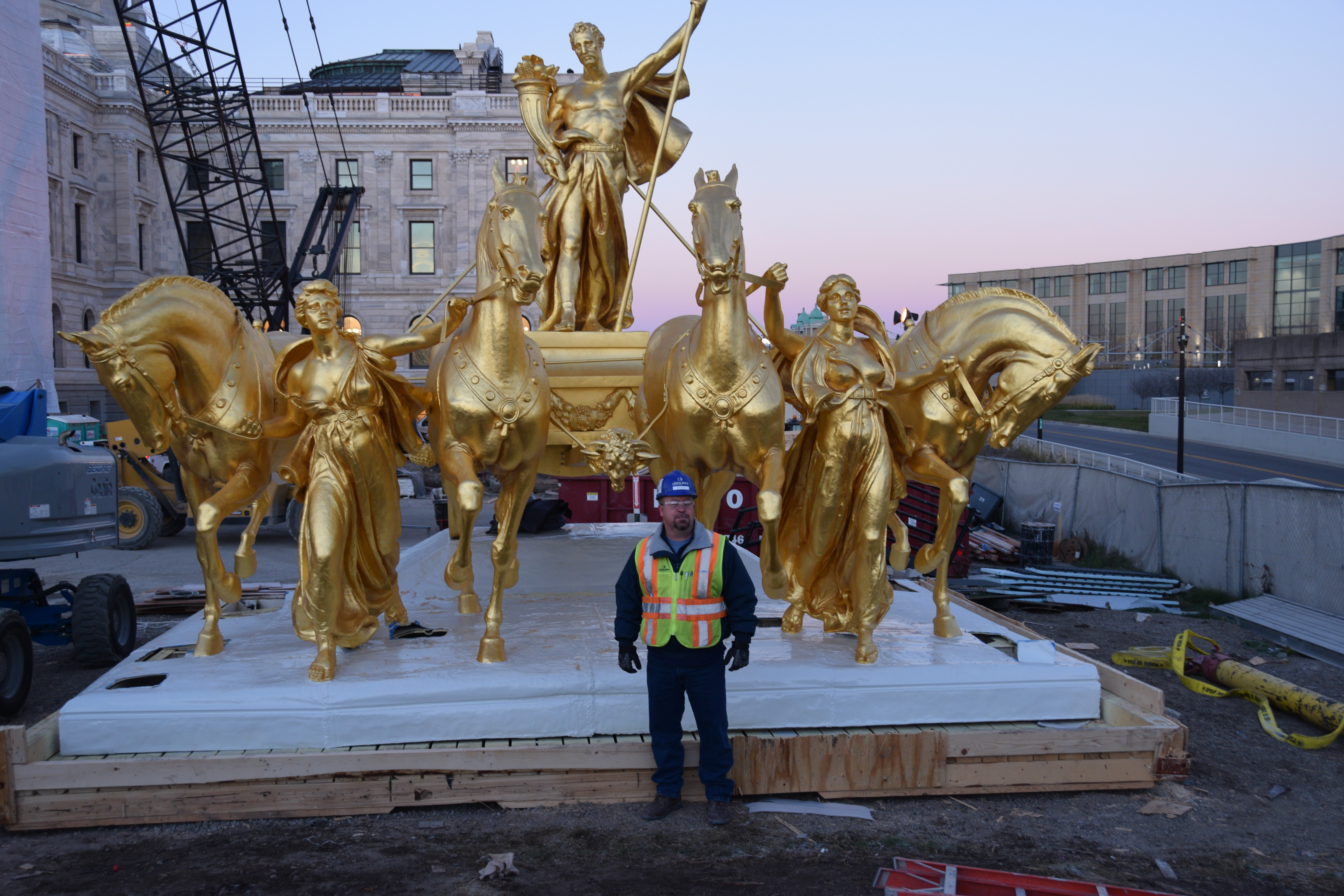
siendo reinstalado

Galería
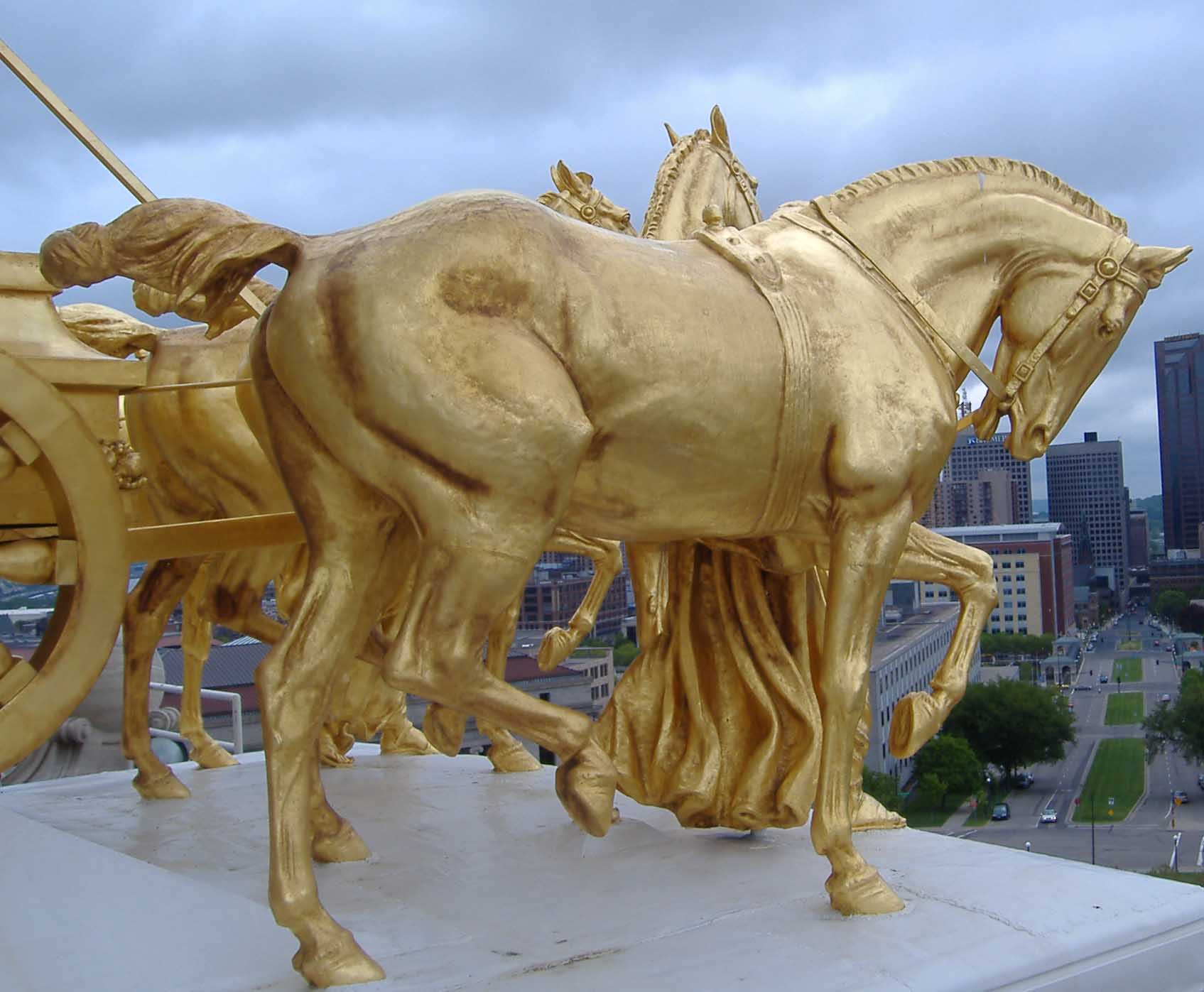
Un primer plano de los caballos
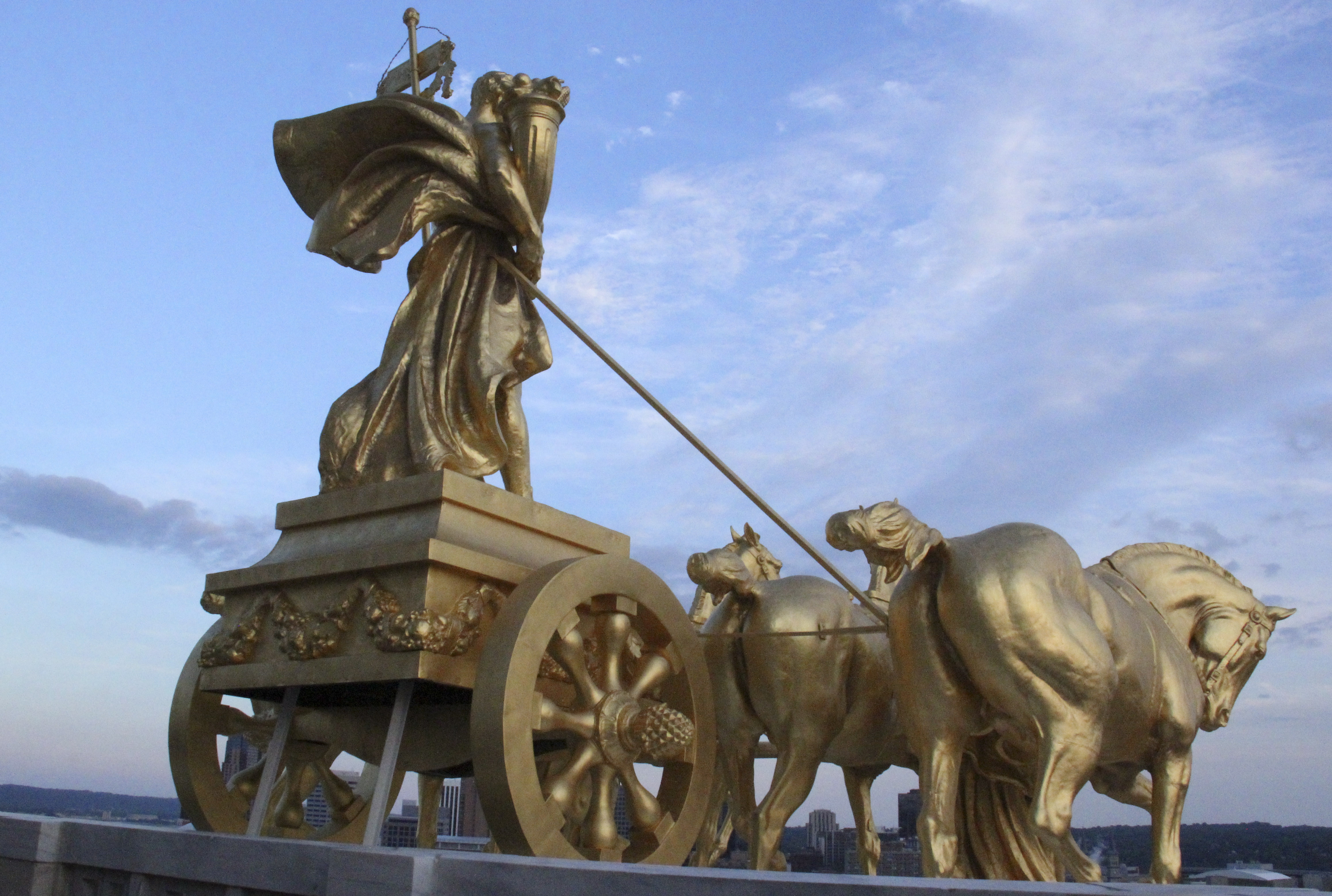
Mirando al este
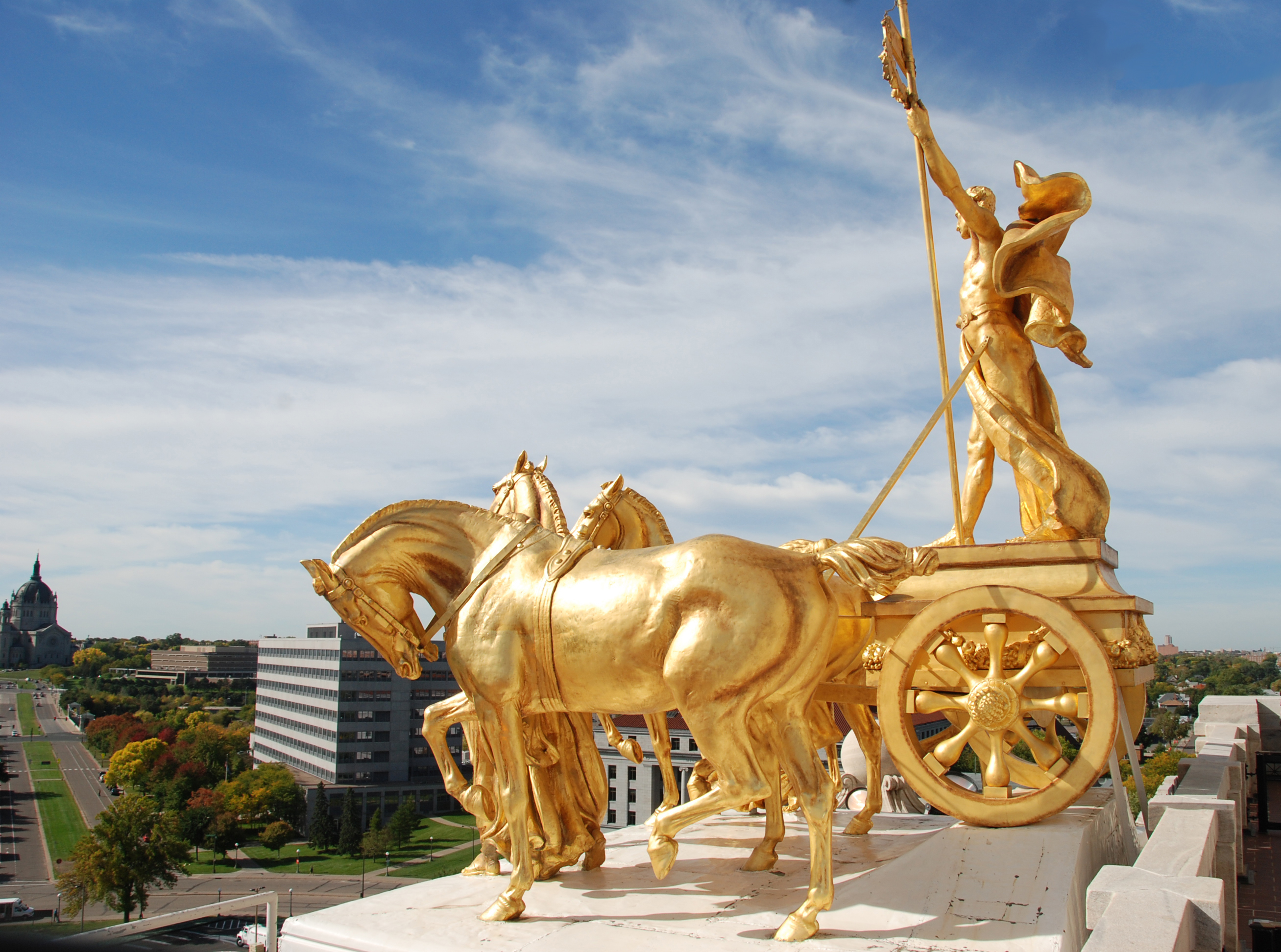
Mirando al oeste
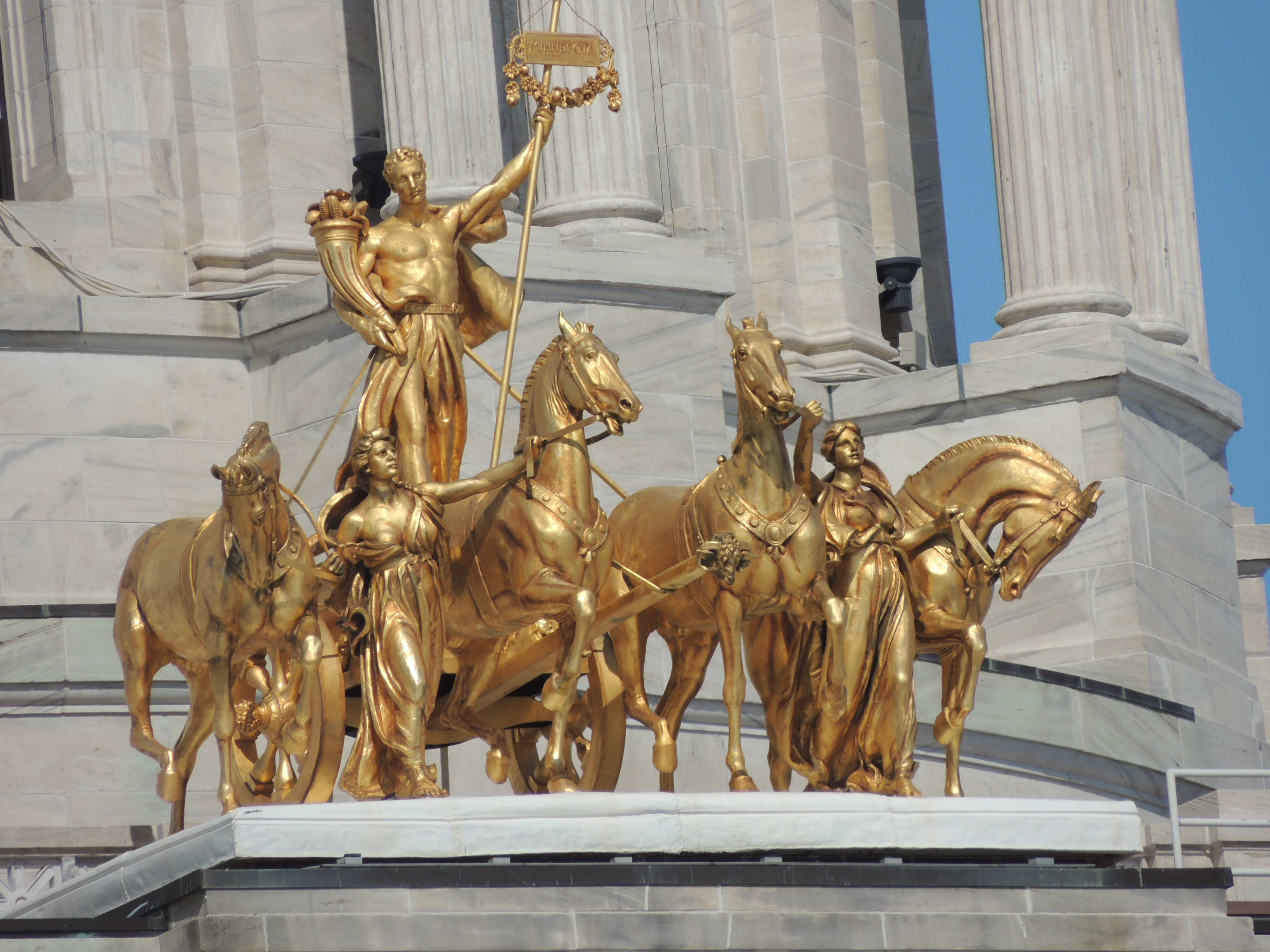
Vista en diagonal
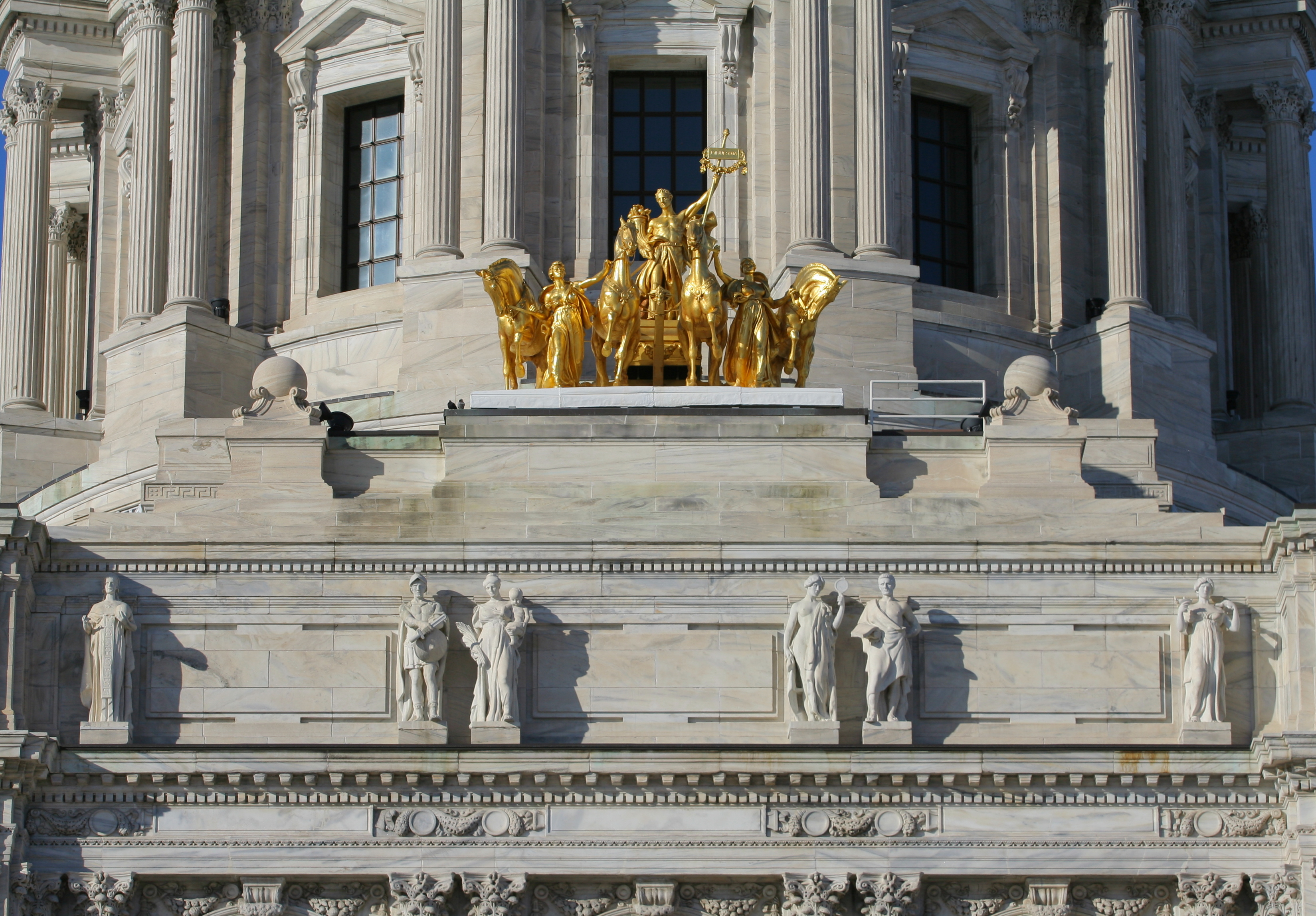
La Cuadriga y las Seis Virtudes
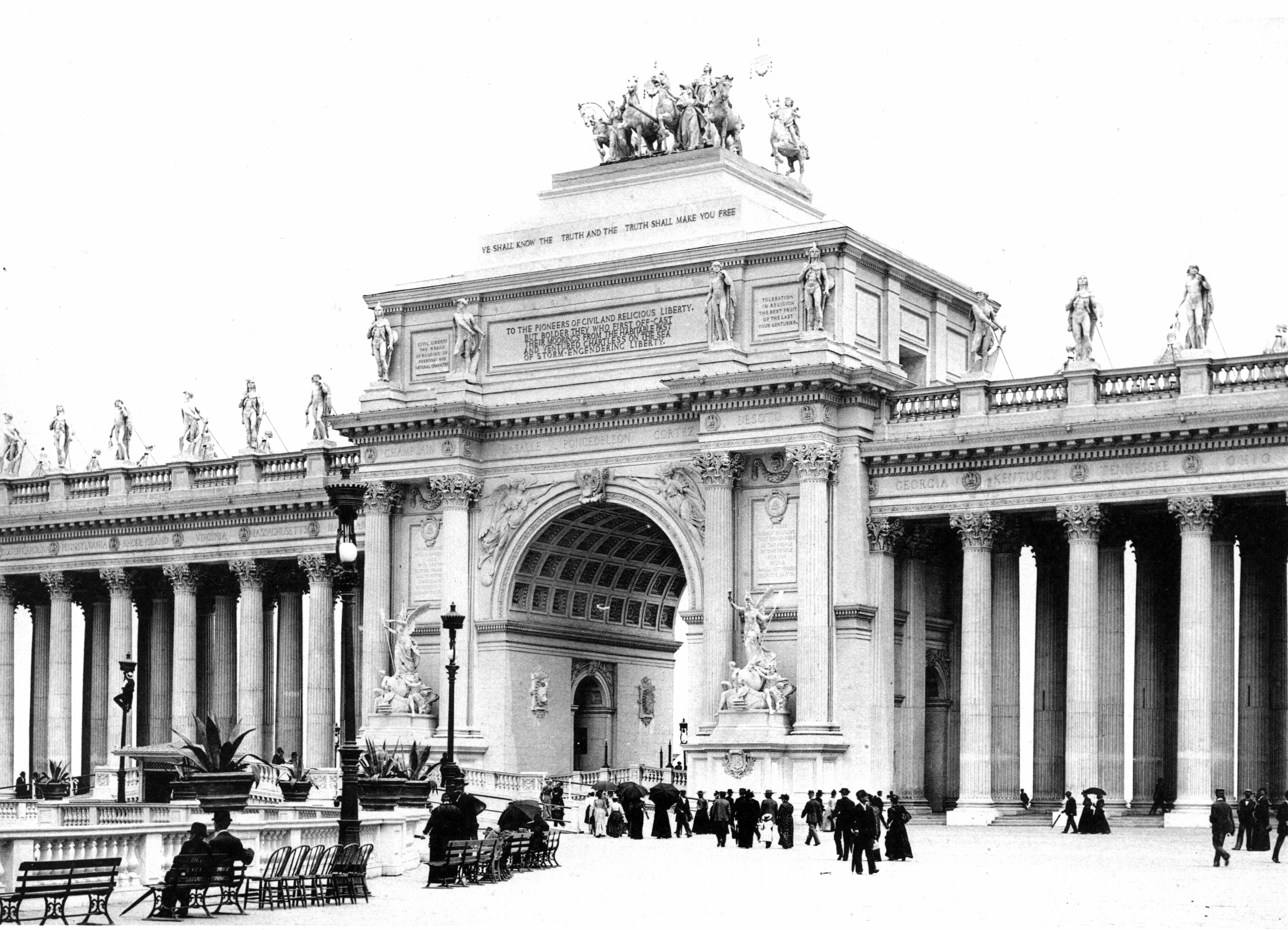
La Cuadriga de Colón en el Arco de Colombino en la Exposición Mundial de 1893